# Creuzier-le-Vieux
Creuzier-le-Vieux település Franciaországban, Allier megyében. Lakosainak száma 3246 fő (2022. január 1.). Creuzier-le-Vieux Charmeil, Creuzier-le-Neuf, Cusset, Saint-Germain-des-Fossés, Saint-Rémy-en-Rollat és Vichy községekkel határos.

## Népesség
A település népességének változása:
| Lakosok száma | 1535 | 2153 | 2751 | 3152 | 3313 | 3299 | 3304 | 3297 | 3283 | 3246 |
|               | 1968 | 1982 | 1990 | 2006 | 2013 | 2015 | 2017 | 2019 | 2020 | 2022 |